# Gačeša Selo
Gačeša Selo is een plaats in de gemeente Vojnić in de Kroatische provincie Karlovac. De plaats telt 43 inwoners (2001).